# Jochen Büchs
Jochen Büchs (* 2. April 1956 in Kōbe, Japan) ist ein deutscher Ingenieur und emeritierter Professor der Bioverfahrenstechnik an der RWTH Aachen.

## Werdegang
Büchs studierte Chemieingenieurwesen an der Technischen Universität München, das er 1981 mit dem Diplom abschloss. Von 1982 bis 1984 schloss sich ein Auslandsaufenthalt in Japan beim Institut für Physikalische und Chemische Forschung (RIKEN) und der Universität Tokio an. Zwischen 1984 und 1988 erfolgte die Promotion am Forschungszentrum Jülich (Institut für Biotechnologie II) bei Christian Wandrey.
Von 1988 bis 1996 wechselte Büchs in die Industrie zur BASF (Ludwigshafen), wo er im Bereich Bioverfahrenstechnik tätig war. Während dieser Zeit war Büchs von 1993 bis 1996 Leiter des Biotechnikums der BASF AG. 
1996 erhielt er den Ruf auf den neu gegründeten Lehrstuhl für Bioverfahrenstechnik an die RWTH Aachen. Nach langjähriger Leitung der Aachener Bioverfahrenstechnik übergab Büchs im April 2023 die Führung des Lehrstuhls an Jørgen Magnus. Nach einer kurzen Übergangsphase wurde Büchs im September 2023 emeritiert.

## Arbeitsschwerpunkte
Büchs arbeitet auf dem Gebiet der Entwicklung neuer biotechnologischer Produktionsverfahren. Dazu zählen etwa die Themen Fermentationstechnologie und Enzymsysteme.

## Auszeichnungen
- Arnold-Eucken-Preis (1996) der Gesellschaft für Verfahrenstechnik und Chemieingenieurwesen im Verein Deutscher Ingenieure (VDI)
- Ehrendoktorwürde der Universität Osaka (2018)[4]